# آنا بارنت
آنا بارنت (انگلیسی: Anna Burnet؛ زادهٔ ۱۷ سپتامبر ۱۹۹۲) قایقران قایق بادبانی زن اهل بریتانیا است.